# Kanton Lucé
Kanton Lucé (francouzsky Canton de Lucé) je francouzský kanton v departementu Eure-et-Loir v regionu Centre-Val de Loire. Tvoří ho tři obce.

## Obce kantonu
- Amilly
- Cintray
- Lucé